# 卢奇托
卢奇托（義大利語：Lucito），是意大利坎波巴索省的一个市镇。总面积31平方公里，人口782人，人口密度25.2人/平方公里（2009年）。ISTAT代码为070033。